# Kingsbury (London Underground)

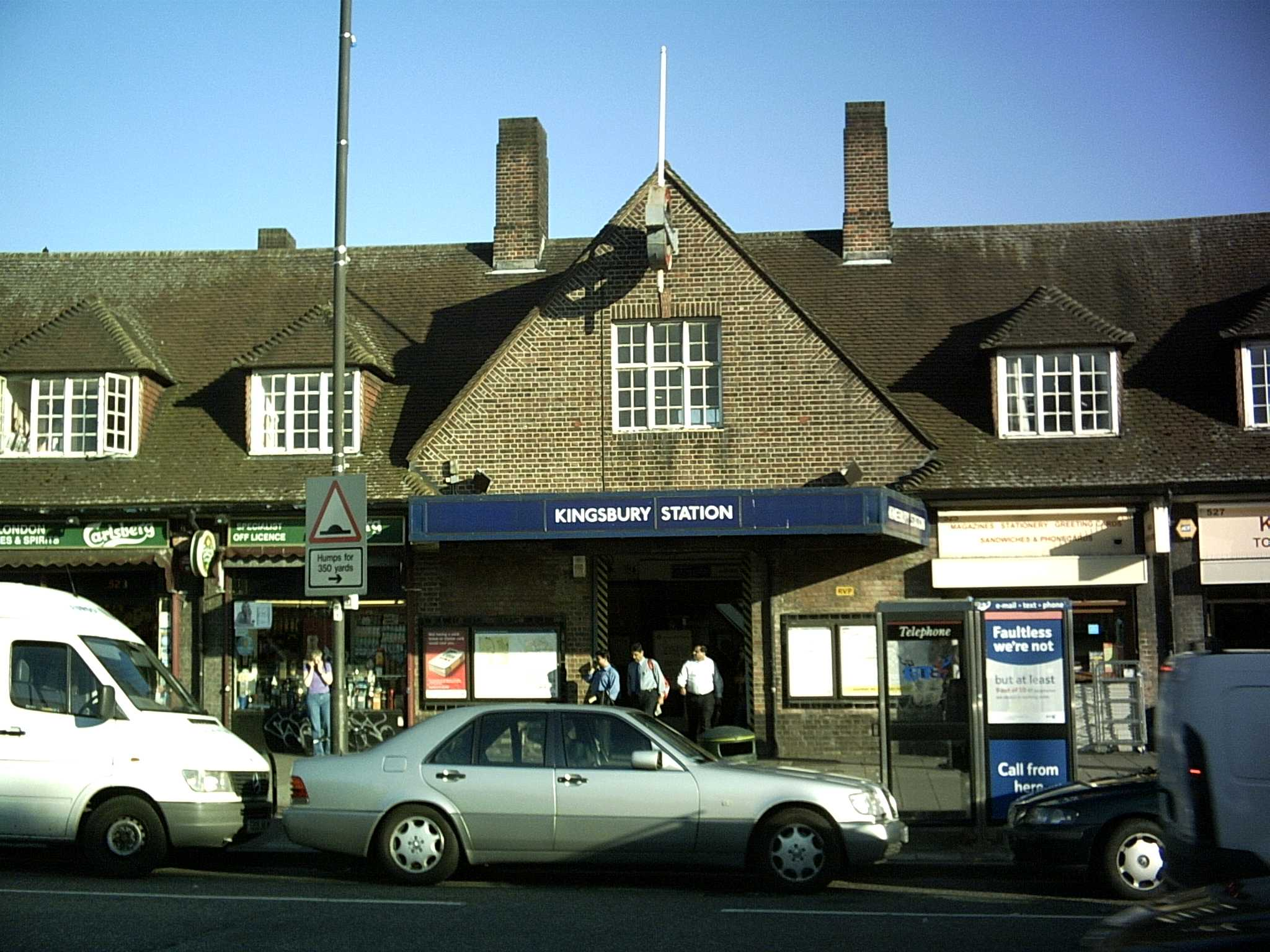
Stationsgebäude

Kingsbury ist eine oberirdische Station der London Underground im Stadtbezirk London Borough of Brent. Sie liegt in der Travelcard-Tarifzone 4 an der Kingsbury Road. Im Jahr 2014 nutzten 4,59 Millionen Fahrgäste die von der Jubilee Line bediente Station.
Die Station wurde am 10. Dezember 1932 durch die Metropolitan Railway (Vorgängergesellschaft der Metropolitan Line) eröffnet und bildete einen Teil der neuen, von Anfang an elektrifizierten Zweigstrecke nach Stanmore. Nach der Integration der Metropolitan Railway ins Netz der London Underground im darauf folgenden Jahr wurde beschlossen, den Betrieb in Richtung Stanmore an die Bakerloo Line zu übertragen, was am 20. November 1939 geschah. Die Bakerloo Line wiederum wurde am 1. Mai 1979 durch die neu eröffnete Jubilee Line abgelöst.

## Galerie

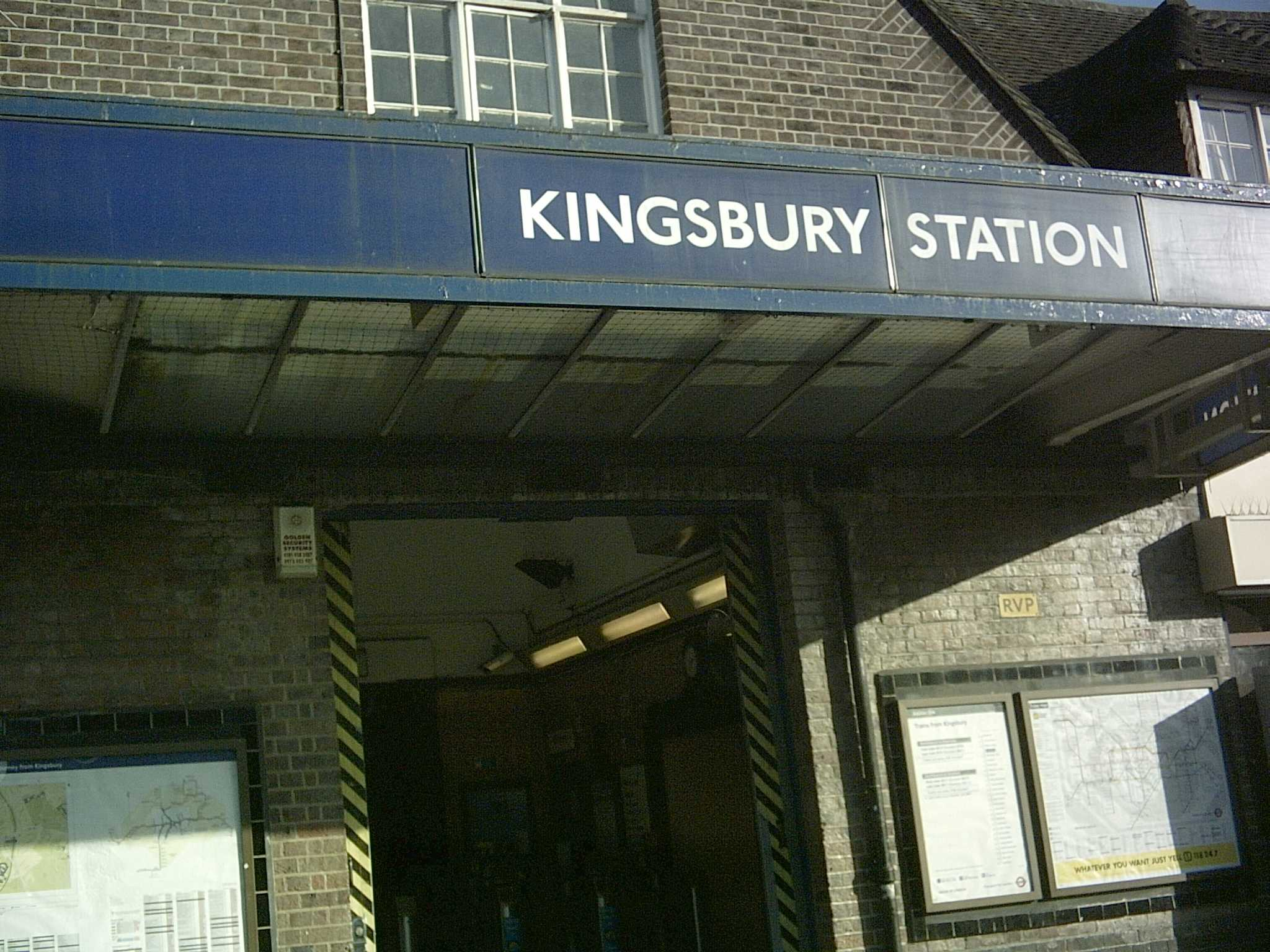
Eingang
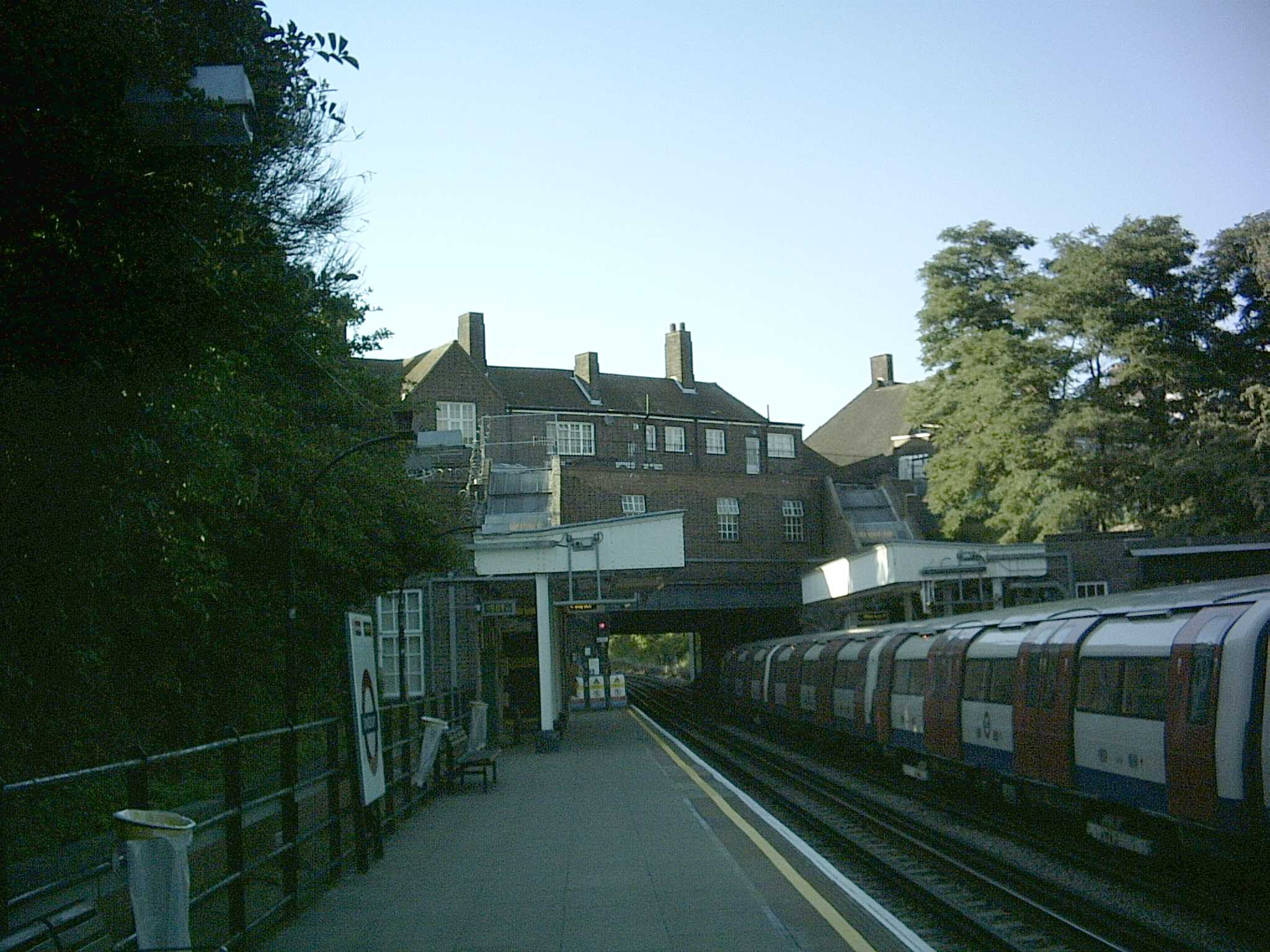
Bahnsteig nach Norden fahrender Züge (nach Norden schauend)
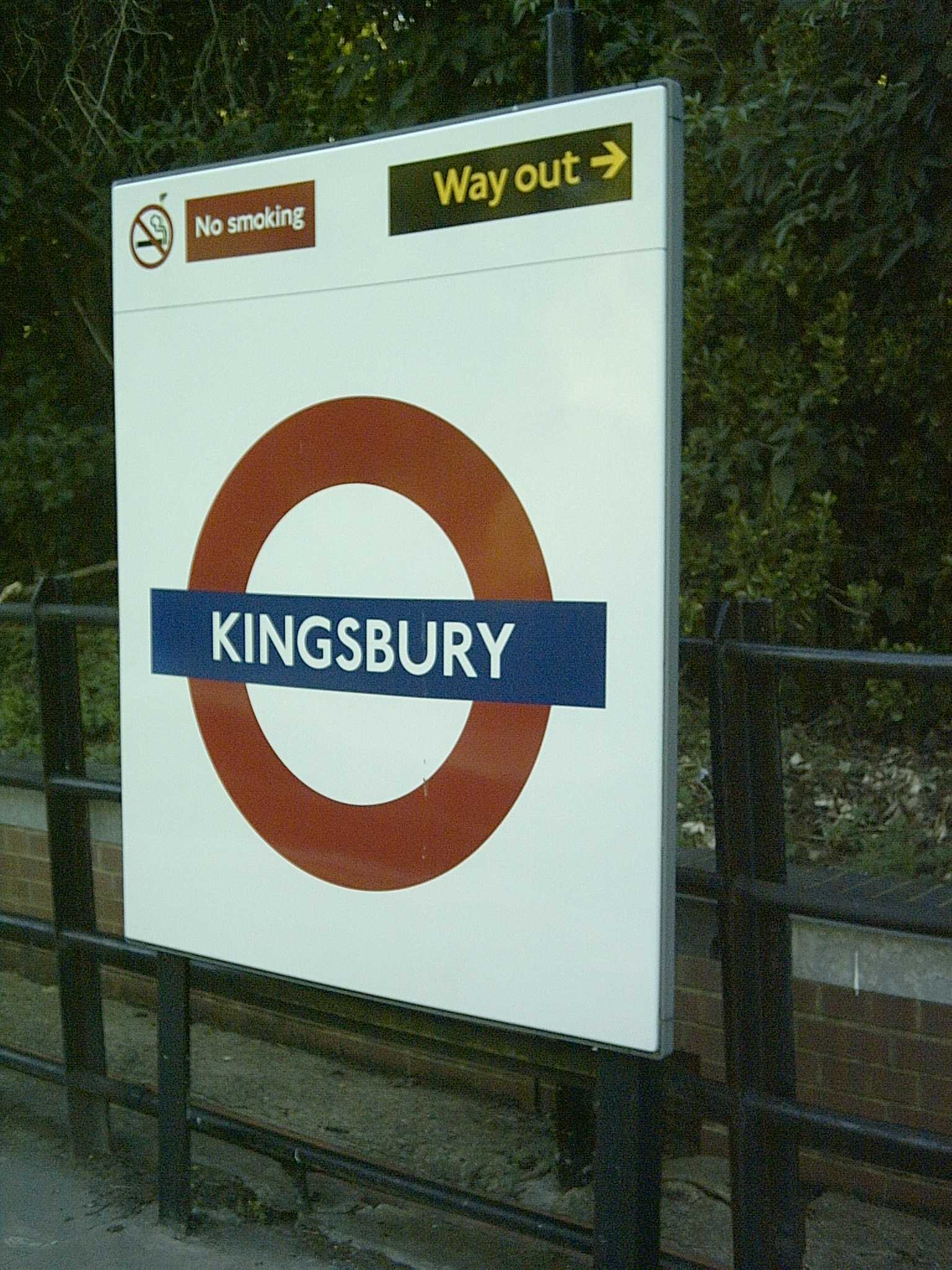
Auf dem Bahnsteig nach Norden fahrender Züge
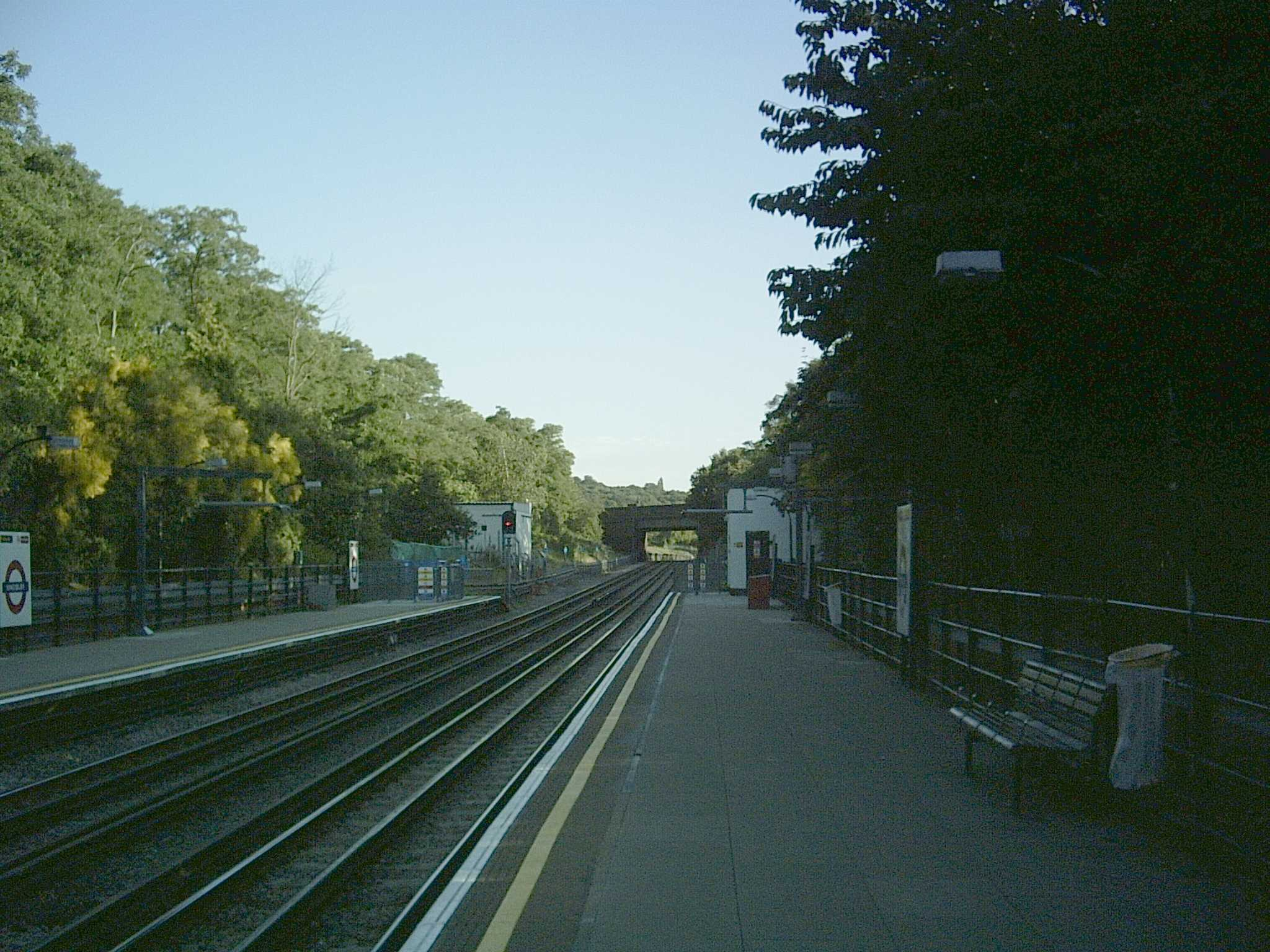
Bahnsteig nach Norden fahrender Züge (nach Süden schauend)